# БАСК (футбольний клуб)
Футбольний клуб БАСК (Белград) або просто БАСК (серб. Фудбалски клуб Београдски академски спортски клуб) — професійний сербський футбольний клуб з міста Белград.

## Досягнення
- Перша ліга чемпіонату Сербії з футболу
  -  Чемпіон (1): 2010/11

- Сербська ліга Белград
  -  Чемпіон (1): 2009/10

## Відомі гравці
| Гравці з досвідом виступів у складі національних збірних - Ратомир Чаприч - Колнаго Феранте - Милутин Івкович - Милован Якшич - Андрея Кожич - Мирослав Лукич - Милорад Митрович - Стоян Попович - Міодраг Раноєвич - Младен Сарич - Славко Шурдонья - Александар Томашевич - Милан Бишевац - Душан Петронієвич - Борислав Стеванович - Боян Заїч - Братислав Живкович - Мілан Стояновський - Владимир Родич | Інші відомі гравці: - Стоян Попович - Джордже Детлінгер - Йово Аранитович - Чедомир Міянович - Владимир Йованчич - Іван Вукадинович - Божидар Джуркович - Петар Боровчанин - Миня Попович - Жарко Маркович - Ненад Ванич - Йован Стефанович - Славко Матич - Семір Хаджибулич - Філіп Стоянович - Драган Антанасієвич - Александар Чанович - Александар Йовович - Іван Чирка - Слободан Дінчич - Горан Джокич - Бошко Гордич - Ігор Чебич |

## Відомі тренери
- Отто Некас (1925—1926)
- Димитріє Давидович (1931—1932)
- Сіма Симич (1932—1934)[2]
- Димитріє Милоєвич (1934—1935)[2]
- Миленко Йованович (1935—1936)[2]
- Милутин Івкович (1936—1937)[2]
- Ганс Блох (1937—1938)[2]
- Милутин Івкович (1938—1939)[2]
- Сімо Крунич (2006)
- Милош Стожилкович